# Конгломерат (геология)
Вижте пояснителната страница за други значения на Конгломерат.
Конгломератите в геологията са седиментни скали, съдържащи циментирани чакъл, пясък от различни видове скали. Характерно за конгломератите е, че съставните зърна са със заоблена форма. (Ако парчетата са ръбести скалата се нарича брекча.) Циментирането е извършено обикновено от железни оксиди, карбонати, глинест материал и по-рядко силициева киселина. Могат да бъдат образувани от разнообразни по състав скални породи.
Наличието на конгломератни слоеве в геоложките разрези показва засилена ерозия при по-старите пластове и при такива, които са близо до сушата. Конгломератите са широко разпространени в отлагания с различна възраст, особено в планинските райони и прилежащите към тях области. Те се срещат в основата на големи седиментни комплекси, натрупването на които е настъпило след периода на обширна ерозия на земната кора. Такива конгломерати се наричат базалтни. Понякога съдържат разсипен тип находища на злато, платина и други полезни изкопаеми. Най-често те са включени в циментиращото вещество.
В зависимост от местоположението на натрупания и циментиран материал конгломератите се делят на:
- Морски – образувани на дъното на морета и океани
- Алувиални – отложени от постоянно течащи води, в речни корита
- Пролувиални – образувани на мястото на срещане на планински склон с речна долина
- Езерни – формирани на езерни дъна